# Gabino Olaso Zabala
Gabino Olaso Zabala (Abadiano, Vizcaya; 18 de febrero de 1869-Fuente la Higuera, Valencia; 5 de agosto de 1936), fue un religioso de la Orden de San Agustín, beatificado en 2007.

## Biografía
Ya en la Orden de San Agustín fue ordenado sacerdote en 1893. Al año siguiente fue enviado a Filipinas. En 1896 estalla en el país la revolución anticolonial. En ese mismo año, según la propia víctima Gabino participó, primero como instigador y luego directamente, en la tortura de otro sacerdote, el padre Mariano Dacanay. En 1898 fue capturado por independentistas que le mantuvieron prisionero durante año y medio, periodo en el que esta vez fue él quien recibió los maltratos. Aparte de ser misionero fue profesor del Seminario Conciliar de Vigam. Regresó a España el año 1900 y ejerció su apostolado docente en los colegios de Llanes, Tapia y Ceuta. En 1933 fue nombrado superior de la casa enfermería de Caudete, donde le sorprendió la persecución religiosa en julio de 1936 en pleno estallido de la Guerra Civil. El 23 de julio fue detenido, juntamente con los demás monjes, y llevado a la prisión del pueblo.
El 5 de agosto de 1936, a la edad de 67 años, fue ejecutado, en las proximidades de Fuente la Higuera (Valencia). Sus enemigos dijeron que había muerto dando vivas a Cristo Rey y perdonando.
Fue beatificado por Benedicto XVI el 28 de octubre de 2007 en la Ciudad del Vaticano junto con otros 497 mártires españoles más.